# Canavial (São Tomé)
Canavial é uma aldeia de São Tomé e Príncipe, localiza-se ao Norte no distrito da Lobata, ilha de São Tomé, próxima ao Rio do Ouro, ao povoado do Conde e da Cruz Grande.